# Instituto Politécnico de Santarém
O Instituto Politécnico de Santarém (IPSantarém) é um estabelecimento português de ensino superior politécnico sediado em Santarém. 
O IPSantarém agrega as seguintes escolas de ensino politécnico:
- Escola Superior Agrária de Santarém, em Santarém;
- Escola Superior de Desporto de Rio Maior, em Rio Maior;
- Escola Superior de Saúde de Santarém, em Santarém;
- Escola Superior de Educação de Santarém, em Santarém;
- Escola Superior de Gestão e Tecnologia de Santarém, em Santarém:

## História
A origens do Instituto Politécnico de Santarém remontam à criação da Escola Prática Elementar de Agricultura e Frutuária de Santarém (depois "Escola de Regentes Agrícolas de Santarém" e atualmente "Escola Superior Agrária de Santarém"), a 18 de julho de 1888. 
A 25 de julho de 1973, é publicada a Lei de Bases do Sistema Educativo que prevê uma reforma profunda do ensino (conhecida por "Reforma Veiga Simão"). No âmbito da reforma, previa-se a extinção do ensino médio e a sua substituição por um ensino superior de curta duração a ser ministrado em instituto politécnicos e outras instituições. Na sequência daquela lei, é publicado o Decreto-Lei n.º 402/73 de 11 de agosto que cria uma série de novas instituições de ensino superior, entre as quais o Instituto Politécnico de Santarém, que seria constituído a partir da já existente Escola de Regentes Agrícolas de Santarém. 
Contudo, com a ocorrência da Revolução de 25 de abril de 1974, a constituição do IPSantarém acabou por não se efetivar.
O Instituto Politécnico de Santarém acabaria por ser efetivamente criado apenas em 1979, através do Decreto-Lei n.º 513-T/79 de 26 de dezembro.